# Sucu Sucu (Cristiano Malgioglio)
Sucu Sucu è un singolo di Cristiano Malgioglio pubblicato il 24 giugno 2022 su etichetta Artist First.
Si tratta della cover del brano Sucu Sucu, scritto da Tarateño Rojas nel 1959, portato al successo da Eddy Helder detto Ping Ping , interpretato anche da Caterina Valente e da molti altri artisti nel corso degli anni.

## Il video
Lo stesso giorno della pubblicazione del singolo esce anche il videoclip diretto dal regista Fabrizio Conte su produzione Overclock in collaborazione con Mosaicon Film.

## Tracce
1. Sucu Sucu – 2:53 (testo: Tarateño Rojas, C. Malgioglio)

## Formazione
- Cristiano Malgioglio - voce
- Lorenzo Summa - voce coro